# نیوم
نِئوم (عربی: نیوم) (انگلیسی: NEOM) یک شهر برنامه‌ریزی شده در استان تبوک در شمال غربی عربستان است که قرار است تا سال‌های آتی قابل سکونت شود. برنامه‌ریزی شده است که از فناوری پیشرفته در شهر استفاده شود و همچنین به عنوان یک مقصد گردشگری عمل کند. این مکان در شمال دریای سرخ، شرق مصر از طریق تنگه تیران و جنوب اسرائیل و اردن واقع شده است. محمد بن سلمان، ولیعهد عربستان سعودی در گفتگوی خود با بلومبرگ در اکتبر ۲۰۱۸، اعلام کرده بود که پروژه نیوم در سال ۲۰۲۵ تکمیل خواهد شد و فاز اول آن در حال اتمام است.
هزینه این پروژه ۵۰۰ میلیارد دلار تخمین زده شده است. در تاریخ ۲۹ ژانویه ۲۰۱۸، عربستان سعودی از راه اندازی یک شرکت سهامی به نام نیوم با ۵۰۰ میلیارد دلار خبر داد. هدف این شرکت که به‌طور کامل در اختیار داشتن (صندوق سرمایه‌گذاری عمومی، صندوق سرمایه‌داری مستقل و توسعه منطقه اقتصادی نیوم) است. برنامه‌ریزی شده که منابع انرژی این شهر کاملاً از طریق منابع انرژی تجدید پذیر تأمین شود. نظمی النصر مدیرعامل شرکت سهامی نیوم است.

## افتتاح پروژه
پروژه ایجاد این شهر توسط محمد بن سلمان، ولی‌عهد عربستان سعودی در کنفرانس ابتکار سرمایه‌گذاری آینده در ریاض، در ۲۴ اکتبر ۲۰۱۷ اعلام شد. وی گفت که این شهر به‌طور مستقل از «چارچوب دولت موجود» با مالیات و نیروی کار خاص خود، قوانین و «سیستم قضایی خودمختار» کار خواهد کرد. مصر در سال ۲۰۱۸ اعلام کرد که به پروژه نیوم کمک می‌کند.
این ابتکار از چشم‌انداز سعودی ۲۰۳۰ شکل گرفت، طرحی که می‌خواهد وابستگی عربستان به نفت را کاهش دهد و اقتصاد آن را متنوع کند و بخش‌های خدمات عمومی را توسعه دهد. طرح‌هایی مثل ایجاد روبات برای انجام وظایفی مانند (امنیت، تدارکات، تحویل خانه، مراقبت از شهر) و شهر تنها با انرژی باد و انرژی خورشیدی می‌باشد. از آنجا که این شهر از ابتدا طراحی و ساخته خواهد شد، نوآوری‌های دیگری در زیرساخت‌ها و تحرک پیشنهاد شده است. انتظار می‌رود تنها ۲٫۴ کیلومتر از آن تا سال ۲۰۳۰ تکمیل شود..
در ژوئیه سال ۲۰۲۰، شرکت ایر پروداکتز اند کمیکالز ایالات متحده اعلام کرد که بزرگ‌ترین کارخانه هیدروژن سبز جهان را در عربستان سعودی احداث می‌کند. این پروژه ۵ میلیارد دلاری مشترکاً متعلق به شرکتهای Air Air ACWA Power و Neom عربستان سعودی خواهد بود.

## کنسل شدن و کاهش ابعاد طرح
در ۲۰۲۴ عربستان سعودی ابعاد گسترده پروژه بلندپروازانه ۵۰۰ میلیارد دلاری شهر لاین در شهر هوشمند نئوم را که در ابتدا قرار بود ۱۷۰ کیلومتر طول داشته باشد، تا ۹۸٫۶ درصد کاهش داد. عربستان سعودی از کاهش ۹۸٫۶ درصدی ابعاد شهر لاین در نئوم خبر داد و اعلام کرد طرح اولیه برای پوشش منطقه‌ای به وسعت ۱۷۰ کیلومتر و پذیرایی از ۱٫۵ میلیون نفر با هزینه‌ای بالغ بر ۵۰۰ میلیارد دلار ترسیم شده بود، اما پروژه لاین اکنون تنها ۲٫۴ کیلومتر برای جمعیتی بالغ بر ۳۰ هزار نفر وسعت خواهد داشت.

## نام شهر
نام شهر "Neom" از دو کلمه ساخته شده است. سه حرف اول پیشوند Neo به زبان یونان باستان: (نئو) به معنای "جدید" را تشکیل می‌دهند و حرف چهارم M از مخفف کلمه عربی: (مستقبل) به معنای "آینده" است.

## منطقه جغرافیایی
پروژه نیوم در استان تبوک، در شمال غربی عربستان سعودی واقع شده است. همراه با خلیج عقبه و ۴۶۸ کیلومتر خط ساحلی با سواحل و صخره‌های مرجانی و همچنین کوه‌هایی با ارتفاع تا ۲۵۰۰ متر، مساحت کل ۲۶۵۰۰ کیلومتر مربع.

## مدیران
کلاوس کلاینفلد به عنوان مدیر پروژه نیوم در زمان اجرای آن توسط ولیعهد عربستان، محمد بن سلمان در ۲۴ اکتبر ۲۰۱۷ اعلام شد. در سال ۲۰۱۸، کلاینفلد (Gladstone Place Partners LLC) را برای «خدمات ارتباطی» برای پروژه نیوم با هزینه ۱۹۹٬۵۰۰ دلار به علاوه هزینه‌های ۴۵٬۰۰۰ دلار به امضا رساند. در ۳ ژوئیه ۲۰۱۸، کلاینفلد از اول اوت ۲۰۱۸ به بعد به عنوان مشاور جدید محمد بن سلمان اعلام شد. نظمی النصر او را به عنوان رئیس جدید نیوم معرفی کرد.

## طرح پروژه
مقاله (The Line) در ژانویه ۲۰۲۱، از طرح این پروژه به طول ۱۷۰ کیلومتر در منطقه نیوم که قرار است یک میلیون شهروند بدون ماشین‌های معمولی در این شهر زندگی کنند، رونمایی کرد.

### فاز اول
برای توسعه فاز اول پروژه نیوم، برنامه‌ریزی شده بود که در سه‌ماهه اول سال ۲۰۱۹ آغاز شود و تا سال ۲۰۲۰ به پایان برسد. پیشرفت‌ها شامل ساخت فرودگاه در شارما بود که پروازهای تجاری منظم بین ریاض و نیوم انجام می‌گرفت. طرح تحولات خلیج نیوم همچنین شامل ساخت اولین منطقه مسکونی در نیوم به عنوان بخشی از فاز اول پروژه است.

#### فرودگاه خلیج نیوم
در ژوئن ۲۰۱۹، اعلام شد که فرودگاه خلیج نیوم پس از اتمام فاز اول، فرودگاه با طول باند پرواز ۳٬۷۵۷ متر، پروازهای تجاری خود را آغاز می‌کند. فرودگاهی که قرار است در خلیج نیوم واقع شود توسط انجمن حمل و نقل هوایی بین‌المللی (IATA) با کد NUM به ثبت رسیده است.

## حواشی
در اواخر سال ۲۰۱۸، پس از ترور جمال خاشقجی، محمد بن سلمان، ولیعهد عربستان سعودی گفت که «هیچ‌کس برای سالها در این پروژه سرمایه‌گذاری نخواهد کرد». گزارش شده است که مشاوران نیوم، از جمله دنیل ال. داکتروف و معمار نورمن فاستر، از این پروژه انصراف دادند. همچنین دامنه پروژه‌های مبتنی بر دیدگاه ولیعهد شامل برخی از فن آوری‌هایی است که حتی هنوز وجود ندارند، مانند اتومبیل‌های پرنده، خدمتکاران ربات، ربات‌های دایناسور و یک ماه مصنوعی غول پیکر. تخمین زده شده که ۲۰٬۰۰۰ نفر برای اسکان شهر برنامه‌ریزی شده مجبور به نقل مکان شوند.

### تلاش برای اخراج قبیله الحویطات
در ۱۳ آوریل ۲۰۲۰، از عبدالرحیم الحویطی فیلم‌هایی را در اینترنت منتشر شد که در ان گفته شده: «نیروهای امنیتی سعودی در تلاشند که او و دیگر اعضای قبیله الحویطات را از شهر تاریخی خود بیرون کنند تا زمینه را برای توسعه نیوم فراهم کنند» علیا ابوتایا الحویطی، یک فعال حقوق بشر سعودی از همان قبیله، فیلم‌ها را پخش کرد. در فیلم‌ها عبدالرحیم الحویطی گفت که از دستور تخلیه سرپیچی خواهد کرد اگرچه انتظار داشت مقامات سعودی برای جرم دانستن وی در خانه او سلاح بگذارند. وی بعداً توسط نیروهای امنیتی سعودی کشته شد و آنها ادعا کردند که به سمت آنها تیراندازی شده است. این قسمت از وقایع توسط علیا الحویطی مورد اختلاف قرار گرفت و وی گفت که او اسلحه گرم ندارد. مراسم تشییع جنازه وی در حوالی روستای الخورایبه برگزار شد و علی‌رغم حضور نیروهای امنیتی سعودی، در آن مراسم حضور داشتند.
هشت پسر عموی عبدالرحیم الحویطی به دلیل اعتراض به دستور تخلیه دستگیر شده‌اند اما علیا الحویطی گفت که وی و فعالان حقوق بشر در غرب امیدوارند که دستگیری‌ها را به چالش بکشند. این قبیله با توسعه نیوم مخالف نیستند اما نمی‌خواهند از محل زندگی قدیمی خود بیرون شوند. علیا الحویطی از طرف افرادی که به گفته او طرفداران محمد بن سلمان هستند تهدید به مرگ شد، تهدیدها به پلیس انگلیس گزارش شد.
در نوامبر سال ۲۰۲۰، وکلای انگلیسی نماینده قبیله بادیه نشین در توسعه نیوم، از دومنیک راب خواستند که اجلاس G20 در عربستان سعودی را تحریم کند. وکلا اشاره کردند که انگلستان برای موضع‌گیری در دفاع از قبیله و مقابله با عربستان سعودی در مورد مسائل حقوق بشر، یک الزام اخلاقی دارد.

### شرکت روابط عمومی رودر فین
در ژوئن سال ۲۰۲۰، محمد بن سلمان یک شرکت روابط عمومی و لابی گری را برای مقابله با نقدها و حواشی پیرامون پروژه شهر نیوم استخدام کرد. این کشور قراردادی به ارزش ۱۷۰۰۰۰۰ میلیون دلار با شرکت روابط عمومی رودر فین امضا کرد.